# Homme-multiple
James « Jamie » Madrox, alias l’Homme-multiple (« Multiple Man » en VO) est un super-héros évoluant dans l'univers Marvel de la maison d'édition Marvel Comics. Créé par le scénariste Len Wein, le personnage de fiction apparaît pour la première fois dans le comic book Giant-Size Fantastic Four #4 en février 1975.

## Biographie du personnage

### Origines
James Madrox naît dans une famille vivant près du centre de recherche de Los Alamos au Nouveau-Mexique. À sa naissance, le docteur le fessa, causant l'apparition d'un deuxième bébé similaire. Le Professeur Xavier, ami des parents, leur suggéra de déménager au Kansas, pour élever leur enfant dans la discrétion. Le docteur Daniel Madrox, son père, créa un costume destiné à absorber l'énergie cinétique.
Un jour, l'homme d'affaires Damian Tryp offrit d'acheter l'enfant, proclamant qu'il était un changelin, pré-mutant aux pouvoirs apparaissant à la naissance. Les Madrox refusèrent. Quand il eut 15 ans, une tornade dévasta la ferme des Madrox et tua le couple. James continua d'y vivre, et s'occupa de tous les travaux, grâce à son pouvoir. Quand sa combinaison tomba en panne, il partit à NYC, où il rencontra les Quatre Fantastiques qui, après un combat, l'aidèrent.
Jamie devint l'assistant de Moira MacTaggert. Lors de l'apparition de Proteus, un de ses doubles fut tué, et Jamie blessé. Il fut invité à rejoindre les X-Men mais refusa, préférant rester à Muir.

### Facteur-X
Madrox fit partie des victimes du Roi d'ombre, lors de la destruction de l'île de Muir. Il devint alors membre de l'équipe gouvernementale Facteur-X, assemblée par Valerie Cooper, et se lia d'amitié avec Malabar.
Lors d'une aventure, un de ses doubles fut tué et il apprit qu'il ne pouvait ré-absorber un double mort. Un autre double tenta de gagner une indépendance totale et essaya même de le tuer pour prendre sa place.
Lors d'une visite au Génosha, il contracta le virus Legacy après avoir aidé un infecté. Haven tenta de le guérir mais l'opération le tua. Mais c'est en fait un double, copie exacte de l'original, qui avait été infecté. Le véritable Madrox errait alors, amnésique. Il retrouva plus tard la mémoire.
Quand la X-Corporation fut créée par Xavier et Le Hurleur, Jamie Madrox en devint un homme-clef, fournissant à chaque base des doubles. Quand Mystique et Lady Mastermind sabotèrent l'organisation, laissant la ville de Paris ravagée par des actes terroristes, Jamie réussit à reprendre le contrôle de ses doubles et aida à vaincre l'Arme X. Dans le combat, sa camarade Darkstar trouva la mort.

### Renouveau de carrière
Jamie Madrox s'installa à NYC, et devint détective privé, aidé par ses amis Félina et Malabar. La plupart des doubles qu'il avait envoyés parcourir le monde pour accroitre ses connaissances revinrent. Mais une durée d'existence si longue avait provoqué une sorte de dédoublement de la personnalité lié à son pouvoir. Ses doubles étaient désormais l'incarnation de certains états d'esprit, positifs ou négatifs, sans qu'il puisse le contrôler.
Il affronta un assassin nommé Clay, possédant des pouvoirs similaires.

### X-Factor Investigations
D'abord nommée « XXX investigation », l'agence de détective de Jamie sera vite renommée en X-Factor Investigations (en).
Basée dans un immeuble de Mutant Town acheté par Jamie après avoir gagné à un jeu télévisé, l'agence se consacre principalement aux affaires incluant ou étant commanditées par des mutants. Il sera rejoint dans cette tâche par Rictor (privé de ses pouvoirs après les événements de House of M), Monet et Layla Miller.

### Messiah Complex
Un des doubles de Jamie est envoyé dans le futur avec Layla Miller où ils sont marqués d'un « M » (qui signifie « mutant »), exactement comme Bishop.
Le double mourra quelque temps après. Jamie récupère alors ses souvenirs, et le tatouage. Mais il est terriblement affecté de n'avoir pu sauver Layla. Après la perte de son « fils », il la rejoint dans le futur, où ils entament une relation amoureuse. La vision de Felina où elle les tuait le jour de leur mariage semble près de se réaliser...

### Divided we stand
Après un accident, Jamie Madrox ne parvient plus à maîtriser ses pouvoirs et génère un clone qui n'obéit pas à ses ordres mais reste cependant pacifique. Heureusement, il récupère vite et réussit à faire disparaître le clone.

## Pouvoirs et capacités
Jamie Madrox est un mutant qui peut créer des clones de lui-même à l'infini. Ses clones possèdent les mêmes capacités que lui, mis à part le fait qu'ils obéissent parfaitement aux ordres de Jamie.
Il utilise souvent ses doubles pour le combat ou pour se cacher d'un ennemi, ce qui le rend peu vulnérable.

## Apparitions dans d'autres médias
Sauf indication contraire, les informations mentionnées dans cette section peuvent être confirmées par la base de données cinématographiques IMDb,  présente dans la section « Liens externes ».

### Jeux-Vidéos
- Marvel Snap

### Films
Interprété par Eric Dane dans la 1ère trilogie X-Men
- 2006 : X-Men : L'Affrontement final réalisé par Brett Ratner – Madrox est un mutant criminel qui se sert de ses pouvoirs de duplication pour dévaliser simultanément plusieurs banques. Il est délivré par Magnéto en même temps que le Fléau et Mystique, puis recapturé par l'armée américaine en usant de son pouvoir cette fois-ci pour simuler une forte concentration de mutants, servant de diversion pour permettre à Magnéto et à sa confrérie forte de plusieurs centaines de mutants d'envahir Alcatraz.

### Télévision
- 2000-2003 : X-Men: Evolution (série d'animation) – Jamie n'a qu'un rôle minime, il est maladroit mais plein de bonne volonté, il est le plus jeune de la bande (12 ans). Il essaie de faire des "sorties nocturnes" avec les nouvelles recrues, mais son jeune âge, sa maladresse et une absence totale de maîtrise de son pouvoir (un simple coup peut faire apparaître trois clones) lui valent souvent des refus. Il participe au combat final contre Apocalypse. Malgré son jeune âge, il peut se montrer très courageux, puisqu'il n'hésite pas à sauter sur Dents de sabre (épisode "Possédée", troisième saison), qui est en fait Malicia.
- 2006 - 2009:  Wolverine et les X-Men - il apparaît en tant qu'allier de  Mister Sinistre, tout comme  Angel,  Arclight et  Vertigo.